# Entothalassinum iadrense
Entothalassinum iadrense är en mångfotingart som först beskrevs av Pregl 1883.  Entothalassinum iadrense ingår i släktet Entothalassinum och familjen orangeridubbelfotingar. Inga underarter finns listade i Catalogue of Life.